# Acrostira tenerifae
Acrostira tenerifae is een rechtvleugelig insect uit de familie Pamphagidae. De wetenschappelijke naam van deze soort is voor het eerst geldig gepubliceerd in 2005 door Perez & López.
1. ↑  (en) Acrostira tenerifae op de IUCN Red List of Threatened Species.